# Bothriechis rowleyi
Bothriechis rowleyi là một loài rắn trong họ Rắn lục. Loài này được Bogert mô tả khoa học đầu tiên năm 1968.